# カリクストゥス写本

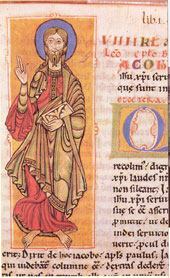
カリクストゥス写本

カリクストゥス写本（Codex Calixtinus）は、ローマ教皇カリクストゥス（カリストゥス）2世によるものとされていた12世紀の写本。現在では、フランス人修道士で司祭でもあったエメリック（アイメリ）・ピコー（Aymeric Picaud）によるとされる。『聖ヤコブの書』（Liber Sancti Iacobi）の最も完全な形に近い写本のひとつ。この本は中世ヨーロッパにおけるキリスト教の最大の巡礼地であったスペイン・ガリシアの聖地サンティアゴ・デ・コンポステーラの聖ヤコブの墓への巡礼の案内書でもあった（後述#構成の第5書『巡礼案内記』）。原本はラテン語であり、完訳された現代語訳版はスペイン語版のみ存在する。抄訳は英語、フランス語、ドイツ語、ガリシア語などが存在するが品質はあまりよくないものもあるという。
聖ヤコブの奇跡の報告、巡礼地の地理案内、芸術、更には現地の風俗までが解説されている。『聖ヤコブの書』は、おそらく1140年過ぎに編纂が開始され、この写本は1173年より少し前にまとめられたと考えられている。本の権威付けのために、1124年に死去した教皇カリクストゥス2世の偽造サインがついている。

## 構成
本書は全5書と後補からなり、以下のような構成となっている。後補には典礼詩の断片が収められている。
1. 第1書は『典礼の書』であり、楽譜付きの祈祷書、説教集など典礼に関するものが記載されている[2]。
2. 第2書は『聖ヤコブの奇跡の書』。ヤコブの奇跡に関するエピソードが22編収められている[2]。
3. 第3書は『移葬の書』。ヤコブの殉教とサンティアゴへの移葬、および再発見について記載されている[2]。
4. 第4書は『シャルルマーニュ伝（偽テュルパン年代記）』。ヤコブがシャルルマーニュの夢枕に立ち、レコンキスタと聖地巡礼を行うよう告げる挿話が記載されている[5]。
5. 第5書が『巡礼案内記』である。次節に詳細を記載する。

### サンティアゴ巡礼案内記
『巡礼案内記』（以下、適宜『案内記』と略す）は「ガイドブック」とも評されるように、サンティアゴのみならず巡礼路沿いの村や町と、それらにある聖堂についても記述されている。
おすすめスポットのような紹介もあり、いくつかの町は特筆されている。
『案内記』の大半を占める8章では、各村や町にまつわる聖人や聖遺物が紹介されている。また、本書における聖堂の記述レベルは、例えばヴェズレーのラ・マドレーヌについて「大きく美しいバシリカ」、コンクのサント＝フォワは「美しいバシリカ」といった具合に抽象的な言及をするのみであり、またサンティアゴ大聖堂の記述もあいまいな部分があるなど、本書が著された時点ではまだ大聖堂は未完成だったなどとも指摘される。全11章からなる。
以下に本書の各章の構成を示す。
第1章 - 聖ヤコブの道
現在も知られるフランスの4本の道が合流するまでのルートを概説している。
第2章 - ヤコブの道の順路
ソンポール峠、シーズ峠（ロンセスバーリェスを通る西側ルート）からサンティアゴまでのルートを概説している。
所要日数も記載されているが、実際よりも短めに表現されており、これは巡礼者が尻込みしないようとの配慮と考えられている。
第3章 - ヤコブの道の町々
前章の途上にある町についての簡単な紹介。
第4章 - 世界の三つの良き建物
世界中にある3箇所の救護所についての記述で、そのうちのひとつがこの道中にあると紹介している。
第5章 - 聖ヤコブの道の現場監督の名前
道中にある橋の再建に関わった人名をいくつか記載している。
第6章 - ヤコブの道の苦い水、甘い水
道中にある川の紹介。飲料に適するかなどに言及している。
第7章 - サンティアゴ巡礼路沿道の土地と人の気質
道中にある地方の人々や食物を紹介している。著者による特定の地方への親近感が反映されているとされる箇所もある。
第8章 - ヤコブの道途上の聖人のご聖骸と聖エウトロピウスの受難
前述のとおり、各町の聖人のエピソードや聖遺物、聖堂の紹介が長々と続く。
第9章 - 聖ヤコブの町と教会の特徴
サンティアゴ・デ・コンポステーラの立地から聖堂、聖遺物についてなどを紹介している。
第10章 - 聖ヤコブの祭壇の捧げ物はいかに施されるか
第11章 - 聖ヤコブの巡礼者はいかに相応しく迎えられるべきか

## 近年の盗難事件
2011年7月5日サンティアゴ・デ・コンポステーラ大聖堂の古文書館からカリクストゥス写本が盗まれたが、2012年7月4日犯人逮捕とともに発見された
。

## 音楽
カリクストゥス写本は、声に出して歌うように作られており、初期の多声音楽の例である。現存するものとしては、最古の3声による多声音楽が含まれる。今日では、中世西洋音楽の代表的な作品のひとつとして演奏される機会も多い。

## 関連文献
- 浅野ひとみ「サンティアゴ『巡礼案内記』研究(中)」『純心人文研究』、長崎純心大学・長崎純心大学短期大学部、147-162頁、2004年。ISSN 13412027。 - 第5書の第8章、後半部分の日本語訳（2003は前半部分のみ掲載）。